# 951
951 (CMLI) fue un año común comenzado en miércoles del calendario juliano, en vigor en aquella fecha.

## Acontecimientos
- Otón I de Alemania es proclamado Rey de los francos.
- 5 de enero - Abdica Ramiro II de León. Ordoño III es proclamado Rey

## Nacimientos
- Enrique II el Wrangler, duque de Baviera.

## Fallecimientos
- Ramiro II, rey de León.
- Diego Muñoz, conde de Saldaña.